# پارک آبی فورت ورث

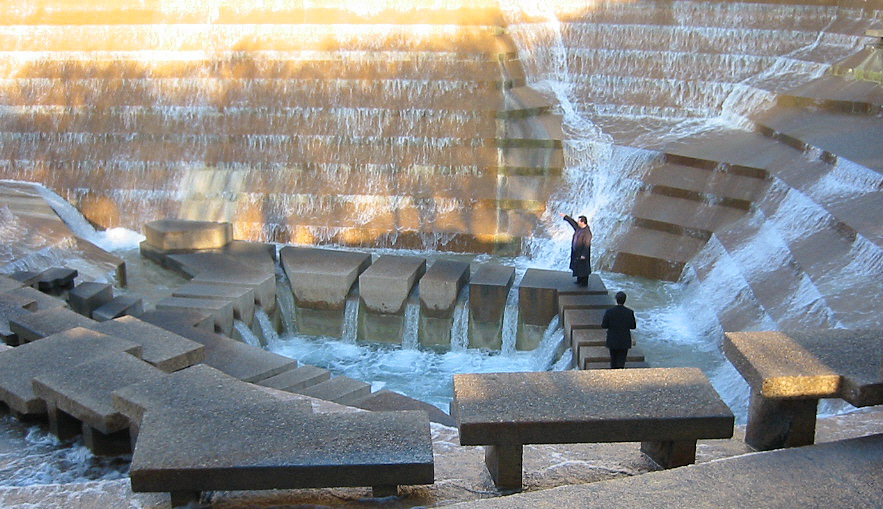

پارک آبی شهر فورت وورث (Fort Worth Water Gardens) یکی از پارک‌های مشهور تگزاس در ایالات متحده آمریکاست. 
این پارک آبی در مرکز شهر فورت وورث در تگزاس قرار دارد و توسط استاد بزرگ معماری فیلیپ جانسون و نیز جان بورگی طراحی گردیده است.